# 賭場

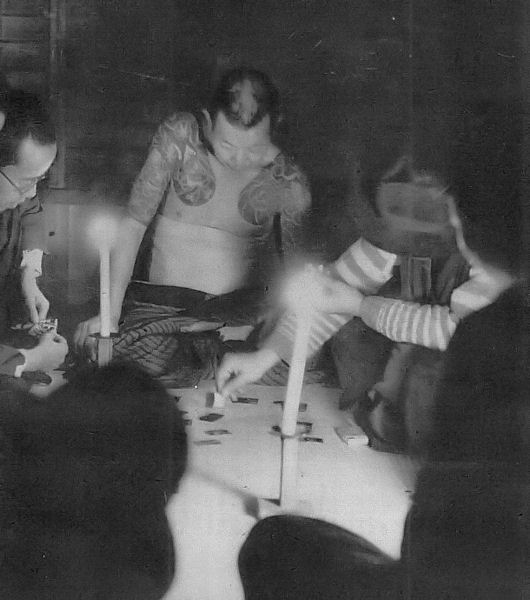
賭場

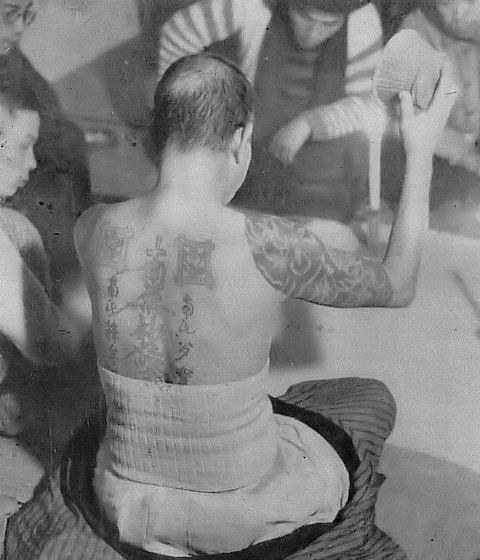
賭場で賭博。

賭場（とば、とじょう、英語: gambling house）とは、賭博を行う場所のこと。

## 総説
盆中（）、盆、場、敷（）、鉄火場（）とも言う。賭場を開帳することを「盆を敷く / 場が立つ」とも言う。
常設賭場のことを「常盆（）」、一日と六日というように約日を定めて開帳する賭場を「約盆（）」、関係者に回状をまわして臨時で賭場を開帳することを「花会 / 内会（）/ 手合博奕 / 手配博奕」、郊外の旅館や別荘を借りて開帳される臨時の賭場のことを「遠出」、 博徒の通夜・葬式後に催される供養花会のことを「慰み」と呼ぶ。大規模な盆中は「大会（）/ 大博（）」と呼ばれる。
手本引き・丁半博打などで用いられる盆茣蓙は、「坊主」と呼ばれる縁（）のない畳を木綿の白布で覆い、「鎹（）」と呼ばれる鋲で固定して作られる。当然、部屋の広さや参加人数に応じて変化するが、2畳半敷きが標準サイズである。周囲に座布団を敷き、間に灰皿を置く。親の席の背後に三曲一隻の屏風を設置したり、電球の傘にボール紙や和紙、新聞紙などを巻いて低く下げ、スポットライトにするなど趣向が凝らされた。
飲み物や夜食をサービスする賭場もあるが、イワシ、サンマ、サバといった青魚、鶏やネギを使った料理は御法度とされる。

### 売上の配分
売り上げの配分は様々であるが、1971年に広島県で摘発された暴力団が関与する賭場の事例では、売り上げの40%は場所を提供した者が受け取り、残り30%が暴力団の幹部クラス、残り30%が組長に上納されるシステムが取られていた。

## 歴史
日本においては、歴史的に博打はご法度と見なされてきたので、非合法的なゲームと見なされる。このため賭場も非合法な場であり、常に官憲の介入の恐れがある場所と見なされ、開帳者にとってはリスクを伴うものであった。このリスクを逃れるために賭場は、寺院（町奉行の治外地）や公家の屋敷（同様）など官憲の力の及ばない場所で行われることがあった。今日においても、外国公館が同様の理由で用いられることもある。

## 法律
賭場の開帳は、刑法第186条第2項に定める賭博及び富くじに関する罪の1つである賭博場開張等図利罪にあたる。

## 様々な賭場

### 日本最大の賭場
2010年10月6日、大阪市西成区の釜ヶ崎で、日本最大の賭博場と表現された賭場「福助」が摘発された。マンション3棟の1階部分をつなげた巨大なもので、300人を収容でき、その規模から「ドーム」とも呼ばれていた。営業は、1998年頃から始まり競輪や競艇のノミ行為を行う場として発展。最盛期には、300人収容のドームから200人-300人が路上へあふれるほどの盛況振りを見せていたという。半ば、治外法権状態のまま野放し状態となっていたが、弘道会の資金源となっている見方もあり、最終的に大阪府警は賭場のドアを破壊する手段により摘発を行った。

### 列車内の賭場
1950年10月28日、関東鉄道常総線の貨車を占拠して移動賭場を開き、常習賭博を行っていたヤミ米ブローカーら35人が検挙された。

## 賭場の礼儀
丁半賭博を行っている賭場においては、丁の目が出た直後に賭場に入場するのが礼儀とされ、半の目の直後の入場は御法度とされている。

## 賭場で生まれたグルメ
- 鉄火巻　-　昔、鉄火場（賭博場）で博打をしながら食べられる手軽な食事だったから（サンドイッチの語源と似ているのでより好まれる説）